# Hikaru Arai
Hikaru Arai (født 14. april 1999) er en japansk fodboldspiller, som spiller for den japanske fodboldklub Shonan Bellmare.